# Isla de Ramos
Ramos,
es una isla situada en Filipinas, adyacente a la de Paragua, en el grupo de Balábac.
Administrativamente forma parte del barrio del mismo nombre  del municipio filipino de Balábac  de tercera categoría perteneciente a la provincia  de Paragua en  Mimaro,  Región IV-B de Filipinas.

## Geografía
Esta isla, adyacente a la de  Balábac se encuentra situada al norte de  la misma. Al norte el canal de Bate la separa del islote de Secam. A nordeste el Estrecho del Norte de Balábac se encuentran las islas del barrio de Bancalaán: de Bancalán, la de Manlangule y los islotes  de Gabung, de Malinsono (Paradise Island) y de Byan.
La isla tiene una extensión superficial de aproximadamente 25,90 km², 8.000 metros de largo, en dirección este-oeste, y unos 6.500 metros de ancho.
La bahía de Candaramán, donde se encuentra los islotes de Sanz y de Albay,   separa esta isla del barrio continetal de Salang sito al norte de la isla de Balábac.

### Costa
En la costa norte de esta isla se encuentran los  cabos Disaster y Encampment.
A levante frente al cabo Andeuro las islas del barrio de  Salang: Candamarán y de Canabungán, así como el islote de Caxisigán (Matangala Island).
A poniente se encuentra el Fondeadero de Ramos (Ramos Anchorage) y también la de Puerto Ciego separadas por el islote de Paz situado frente a los cabos  Cliff  e Iranzo.

### Demografía
El barrio  de Ramos contaba  en mayo de 2010 con una población de 1.963 habitantes siendo el más poblado del municipio.
Comprende los sitios de Ramos y de Bogbog.

## Historia
Balábac formaba parte de la provincia española de  Calamianes, una de las 35 del archipiélago Filipino, en la parte llamada de Visayas. Pertenecía a la audiencia territorial  y Capitanía General de Filipinas, y en lo espiritual a la diócesis de Cebú.
De la provincia de Calamianes se segrega la Comandancia Militar del Príncipe, con su capital en Príncipe Alfonso, en honor del que luego sería el rey Alfonso XII, nacido en 1857.